# Celia Rico Clavellino
Celia Rico Clavellino (Constantina, Sevilla, 1982) es una guionista y directora de cine española.

## Biografía
Celia Rico nació en la localidad sevillana de Constantina en 1982 donde realizó sus primeros estudios. En la Universidad de Sevilla se licenció en Comunicación Audiovisual y con una beca Séneca se trasladó a Barcelona para estudiar Teoría de la Literatura y Literatura Comparada en la Universidad de Barcelona. Amplió sus estudios con un posgrado de Script Editing y Desarrollo de Proyectos Audiovisuales y un doctorado en Teoría, Análisis Fílmico y Documentación Cinematográfica. 
Sus inicios profesionales fueron en los equipos técnicos de películas como Blancanieves de Pablo Berger, Dictado de Antonio Chavarrías, 14 Days with Victor de Román Parrado o Guest de José Luis Guerín. 
Como directora se inició el año 2012 con el cortometraje Luisa no está en casa, seleccionado y mostrado en el Festival de Cine de Málaga y en la Semana Internacional de Cine de Valladolid. En 2016 participó como coguionista en la película Quatretondeta, nominada a los Premios Goya en 2017.
Su ópera prima como directora y guionista fue la película Viaje al cuarto de una madre, con la que ganó el premio al mejor guion en los Premios Gaudí y en el Festival Internacional de Cine de Almería.Con su segundo largometraje, Los pequeños amores, donde vuelve a abordar una trama cuyo centro es una relación maternofilial, desde un punto de vista íntimo y cotidiano, se alzó con la Biznaga de Plata Premio Especial del Jurado en el Festival de Cine de Málaga de 2024.

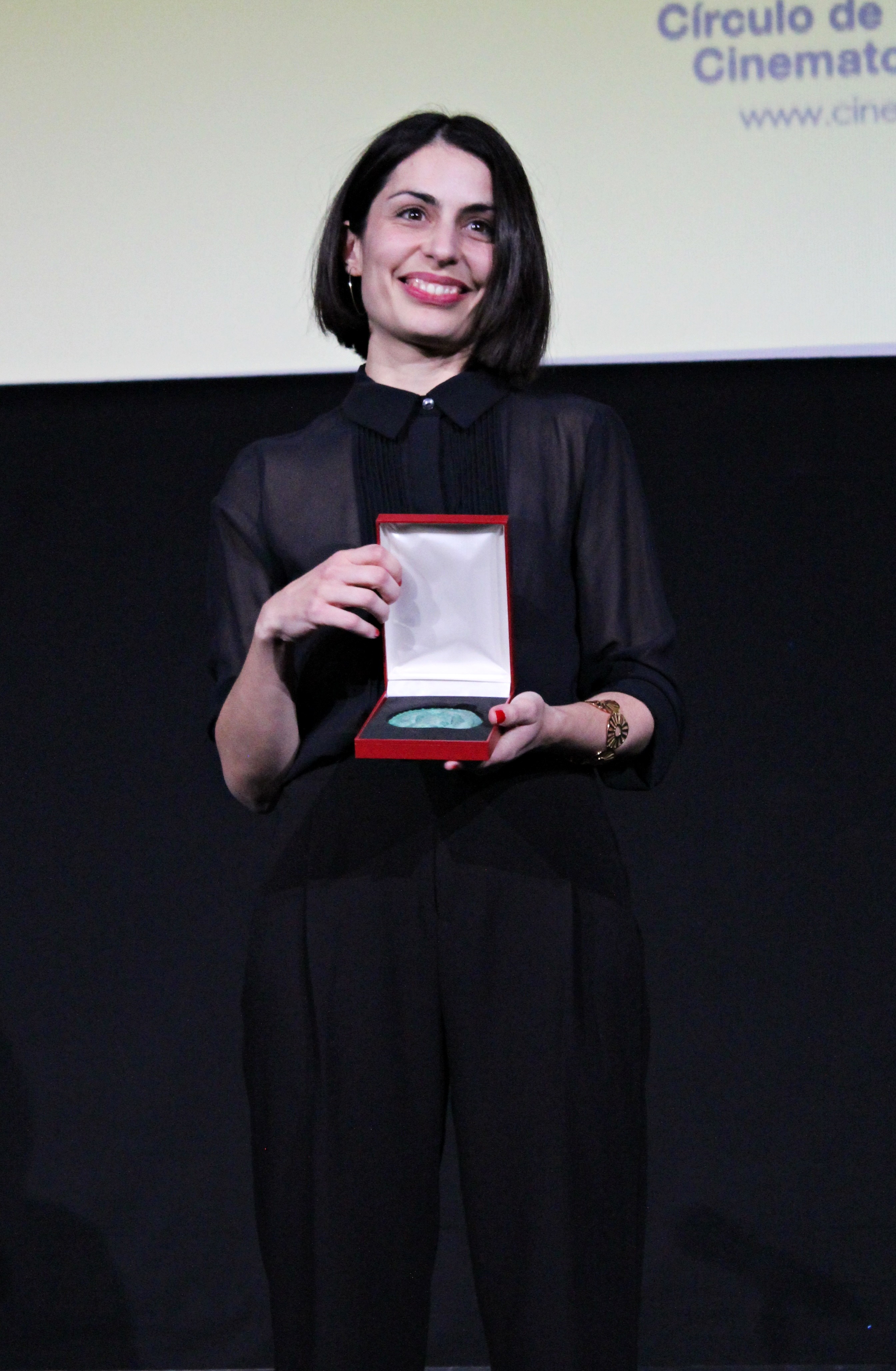
Celia Rico con la Medalla del CEC a directora revelación.

## Filmografía
- 2012: Luisa no está en casa (C)
- 2018: Viaje al cuarto de una madre.
- 2024: Los pequeños amores.
- 2025: La buena letra.

## Premios
- 2018: Premio de la Juventud y la mención especial del Premio Kutxabank-New Directors en el Festival Internacional de Cine de San Sebastián.[10][11]
- 2019: Premio al Mejor Guion en los Premios Gaudí.[12]
- 2019: Medalla Mejor Dirección Revelación del Círculo de Escritores Cinematográficos.[13]
- 2019: Mejor Película ex aequo en los 31.os Premios de la Asociación de Escritores y Escritoras de Cine de Andalucía, Asecan.[14]
- 2024: Biznaga de Plata Premio Especial del Jurado en el Festival de Cine de Málaga.[15]